# ژدسون فرناندس
ژدسون کاروالیو فرناندس (پرتغالی: Gedson Carvalho Fernandes؛ زادهٔ ۹ ژانویهٔ ۱۹۹۹) بازیکن فوتبال اهل پرتغال است که بعنوان هافبک هم‌اکنون برای گالاتاسرای به‌طور قرضی از بنفیکا بازی می‌کند. او هم‌چنین در عضویت تیم ملی فوتبال پرتغال است.

## دوران باشگاهی
فرناندس متولد سائو تومه است. فرناندس در سال ۲۰۰۸ فعالیت خود را در فریلاس در پرتغال آغاز کرد. یک سال بعد، وی به بنفیکا پیوست. سیستم آکادمی بنفیکا، جایی که وی در سال ۲۰۱۷ به تیم ذخیره این باشگاه صعود کرد. در ۱۱ فوریه همان سال، او با پیروزی ۴–۲ در لیگ برتر فوتبال پرتغال مقابل دپورتیو آوس اولین بازی حرفه ای خود را با بنفیکا ب انجام داد.
پس از ارتقاء او به تیم اول بنفیکا در فصل ۲۰۱۸–۱۹، فرناندس در مرحله پلی آف لیگ قهرمانان اروپا در ۷ اوت ۲۰۱۸ به عنوان یک بازیکن فیکس در پیروزی ۱–۰ خانگی مقابل فنرباغچه به میدان رفت. یک هفته بعد در دور برگشت، او در دقیقه ۲۶ در تساوی ۱–۱ یک گل به ثمر رساند که بنفیکا مرحله پلی آف این رقابت‌ها را واگذار کرد.
فرناندس در تاریخ ۱۵ ژانویه ۲۰۲۰ یک قرارداد ۱۸ ماهه برای باشگاه لیگ برتری تاتنهام هاتسپر امضا کرد. او اولین بازی خود در لیگ برتر را در دقیقه ۸۰ بازی مقابل واتفورد انجام داد که ۰–۰ به پایان رسید.

## افتخارات

#### بنفیکا
- لیگ برتر فوتبال پرتغال:۱۹–۲۰۱۸
- جام حذفی جوانان پرتغال:۱۸–۲۰۱۷

#### ملی
- مسابقات قهرمانی فوتبال زیر ۱۷سال اروپا:۲۰۱۶

#### فردی
- تیم منتخب مسابقات قهرمانی فوتبال زیر ۱۷سال اروپا۲۰۱۶
- بهترین بازیکن جوان ماه لیگ برتر فوتبال پرتغال:آگوست ۲۰۱۸